# 天主教恩澤雷科雷教區
天主教恩澤雷科雷教區 （拉丁語：Dioecesis Nzerekorensis）是畿內亞一個羅馬天主教教區，屬科納克里總教區。

## 歷史
1937年3月9日設宗座監牧區，1959年4月25日升為教區。

## 現況
教區包括東北部六省，2004年有教友76,269人（佔轄區總人口7.4%）、八個堂區、卅五名司鐸。現任教區主教為拉斐爾‧巴拉‧吉拉沃吉。